# Dovzsenko Filmstúdió
A Dovzsenko Filmstúdió (ukránul: Кіностудія імені Олександра Довженка) Ukrajna egyik legjelentősebb, nagy múltú filmvállalata a fővárosban, Kijevben. A Szovjetunió fennállásának idején több mint 900 filmet, köztük számos fesztiváldíjas alkotást gyártottak falai között.
A filmgyár mintegy 17,5 hektárnyi területén nyolc filmfelvételi műterem található, köztük van Európa egyik legnagyobb, kb. 2500 m²-es műterme is.

## Története
Az ukrán fővárosban létesítendő állami filmgyár tervét 1925-ben fogadták el. Az építkezés 1927 tavaszán kezdődött, és már ősszel leforgatták az első némafilmet (Vanyka és a Bosszúálló, rendezője Axel Lundin). Ebben a stúdióban készült el az első szovjet hangosított dokumentumfilm, Dziga Vertov A Donyec-medence szimfóniája (1931) című műve. Az első Kijevben forgatott színes filmet, a Szorocsinci vásárt Nyikolaj Ekk rendezte 1939-ben. A filmstúdió leghíresebb rendezője és szervező egyénisége azonban vitathatatlanul Alekszandr Petrovics Dovzsenko volt, aki itt készítette el világszerte ismertté vált alkotásait, köztük A Föld című művét (1930), mely felkerült a világ legjobb filmjeiként elismert Brüsszeli tizenkettő listájára. A stúdió egy másik produkciója, Mark Donszkoj a Szivárvány (1944, oroszul: Raduga) című alkotása az amerikai Filmakadémia legjobb külföldi filmnek járó díját nyerte el.
1941-ben a német támadás elől a filmgyárat Taskent és Ashabad városokba menekítették, ahonnan csak Kijev felszabadítása után költözhetett vissza. 1957-ben a filmvállalat felvette Dovzsenko nevét. A következő évek a filmstúdió legproduktívabb időszakának számítanak, amikor olyan kiemelkedő filmek születtek, mint például a sok országban nagy sikerrel vetített Fekete tollú fehér madár (1971, Jurij Iljenko) vagy Szergej Ioszifovics Paradzsanov zajos nemzetközi sikert aratott filmje, az Elfelejtett ősök árnyai (1964). Az 1960-as évek végén a filmgyárban tv-filmek készítésére szakosodott részleg alakult, és a gyár filmszínészei stúdiószínházat szerveztek.
A Szovjetunió felbomlása a filmiparban is komoly problémákat okozott, az 1990-es évek közepétől a kijevi filmgyárban gyakorlatilag szünetelt a produkciós tevékenység. A következő évtizedben újraindult ukrán nemzeti filmgyártás főleg történelmi témájú, például Bogdan Hmelnyickijről vagy Mazeppa hetmanról szóló művekkel jelentkezett.